# Alcyonium aspiculatum
Alcyonium aspiculatum is een zachte koraalsoort uit de familie Alcyoniidae. De koraalsoort komt uit het geslacht Alcyonium. Alcyonium aspiculatum werd in 1955 voor het eerst wetenschappelijk beschreven door Tixier-Durivault. 